# Сясьстрой
Сясьстрой (рос. Сясьстрой) — місто Волховського району Ленінградської області Росії. Адміністративний центр Сясьстройського міського поселення.
Населення — 13 745 осіб (2010 рік).